# القاهرة (نيويورك)
القاهرة (بالإنجليزية: Cairo, New York)‏ هي بلدة أمريكية تقع في الولايات المتحدة في ولاية نيويورك. يقدر عدد سكانها بـ 6,610 نسمة .

## التركيبة السكانية
حدّد مكتب تعداد الولايات المتحدة بيانات التركيبة السكانية لالقاهرة في تعداد الولايات المتحدة. في ما يلي، التركيبة السكانية حسب تعدادي 2000 و2010.

### تعداد عام 2000
بلغ عدد سكان القاهرة 1,390 نسمة بحسب تعداد عام 2000، وبلغ عدد الأسر 600 أسرة وعدد العائلات 361 عائلة مقيمة في المنطقة السكنية. في حين سجلت الكثافة السكانية 126.8 نسمة لكل كيلومتر مربع (328.4/ميل2). وبلغ عدد الوحدات السكنية 739 وحدة بمتوسط كثافة قدره 67.4 لكل كيلومتر مربع (174.6/ميل2).
وتوزع التركيب العرقي للمنطقة السكنية بنسبة 94.60% من البيض و0.94% من الأمريكيين الأفارقة و0.43% من الأمريكيين الأصليين و0.22% من الأمريكيين ذوي الأصول الآسيوية و1.44% من الأعراق الأخرى و2.37% من عرقين مختلطين أو أكثر و6.62% من الهسبانيون أو اللاتينيون من أي عرق.
بلغ عدد الأسر 600 أسرة كانت نسبة 29% منها لديها أطفال تحت سن الثامنة عشر تعيش معهم، وبلغت نسبة الأزواج القاطنين مع بعضهم البعض 42.5% من أصل المجموع الكلي للأسر، ونسبة 13.7% من الأسر كان لديها معيلات من الإناث دون وجود شريك، بينما كانت نسبة 4% من الأسر لديها معيلون من الذكور دون وجود شريكة وكانت نسبة 39.8% من غير العائلات. تألفت نسبة 33.8% من أصل جميع الأسر من عدة أفراد يعيشون في نفس المنزل ونسبة 16.2% كانت تتألف من شخص يعيش بمفرده يبلغ من العمر 65 عاماً أو أكثر. وبلغ متوسط حجم الأسرة المعيشية 2.29، أما متوسط حجم العائلات فبلغ 2.93.
بلغ العمر الوسطي للسكان 40.2 عاماً. وكانت نسبة 24.9% من القاطنين تحت سن الثامنة عشر، وكانت نسبة 6.4% بين الثامنة عشر والرابعة والعشرين عاماً، ونسبة 26% كانت واقعةً في الفئة العمرية ما بين الخامسة والعشرين والرابعة والأربعين عاماً، ونسبة 22.9% كانت ما بين الخامسة والأربعين والرابعة والستين، ونسبة 18.6% كانت ضمن فئة الخامسة والستين عاماً فما فوق. يوجد لكل 100 أنثى 85.7 ذكر، ويوجد لكل 100 أنثى في الثامنة عشر من عمرها فما فوق 80.7 ذكر.
بلغ متوسط دخل الأسرة في المنطقة السكنية 28,478 دولارًا، أما متوسط دخل العائلة فبلغ 34,063 دولارًا. وكان متوسط دخل الذكور 36,250 دولارًا مقابل 26,042 دولارًا للإناث. وسجل دخل الفرد الخاص بالمنطقة السكنية 17,465 دولارًا. وكانت نسبة 5.6% من العائلات ونسبة 13.2% من السكان تحت خط الفقر، وكان من هؤلاء نسبة 0% تحت سن الثامنة عشر ونسبة 28.3% في الخامسة والستين من العمر وما فوق.

### تعداد عام 2010
بلغ عدد سكان القاهرة 1,402 نسمة بحسب تعداد عام 2010، وبلغ عدد الأسر 618 أسرة وعدد العائلات 352 عائلة مقيمة في المنطقة السكنية. في حين سجلت الكثافة السكانية 127.9 نسمة لكل كيلومتر مربع (331.3/ميل2). وبلغ عدد الوحدات السكنية 773 وحدة بمتوسط كثافة قدره 70.5 لكل كيلومتر مربع (182.6/ميل2).
وتوزع التركيب العرقي للمنطقة السكنية بنسبة 93.08% من البيض و1.78% من الأمريكيين الأفارقة و0.36% من الأمريكيين الأصليين و0.78% من الأمريكيين ذوي الأصول الآسيوية و0.29% من سكان جزر المحيط الهادئ و1.43% من الأعراق الأخرى و2.28% من عرقين مختلطين أو أكثر و6.28% من الهسبانيون أو اللاتينيون من أي عرق.
بلغ عدد الأسر 618 أسرة كانت نسبة 26.7% منها لديها أطفال تحت سن الثامنة عشر تعيش معهم، وبلغت نسبة الأزواج القاطنين مع بعضهم البعض 36.1% من أصل المجموع الكلي للأسر، ونسبة 15.4% من الأسر كان لديها معيلات من الإناث دون وجود شريك، بينما كانت نسبة 5.5% من الأسر لديها معيلون من الذكور دون وجود شريكة وكانت نسبة 43% من غير العائلات. تألفت نسبة 36.1% من أصل جميع الأسر من عدة أفراد يعيشون في نفس المنزل ونسبة 16.7% كانت تتألف من شخص يعيش بمفرده يبلغ من العمر 65 عاماً أو أكثر. وبلغ متوسط حجم الأسرة المعيشية 2.24، أما متوسط حجم العائلات فبلغ 2.86.
بلغ العمر الوسطي للسكان 43.5 عاماً. وكانت نسبة 19.7% من القاطنين تحت سن الثامنة عشر، وكانت نسبة 9.1% بين الثامنة عشر والرابعة والعشرين عاماً، ونسبة 23.5% كانت واقعةً في الفئة العمرية ما بين الخامسة والعشرين والرابعة والأربعين عاماً، ونسبة 28.7% كانت ما بين الخامسة والأربعين والرابعة والستين، ونسبة 19% كانت ضمن فئة الخامسة والستين عاماً فما فوق. وتوزع التركيب الجنسي للسكان بنسبة 46.8% ذكور و53.2% إناث.

## أعلام
- جينيفر كونلي
- جوزيف ألدن